# Norma Talmadge
Norma Marie Talmadge (ur. 2 maja 1894 w Jersey City, zm. 24 grudnia 1957 w Las Vegas) – amerykańska aktorka epoki kina niemego oraz producentka. W latach 20. XX wieku należała do grona najbardziej cenionych oraz najpopularniejszych idoli amerykańskiego ekranu.

## Wybrana filmografia
producentka
- 1919: The Isle of Conquest
- 1921: The Sign on the Door
- 1926: Kiki
- 1929: Nowojorskie noce

aktorka
- 1910: In Neighboring Kingdoms
- 1911: Opowieść o dwóch miastach jako kobieta w drodze na gilotynę
- 1913: Casey at the Bat jako Kitty
- 1916: The Social Secretary jako Mayme
- 1922: The Eternal Flame jako księżna de Langeais
- 1935: Broadway Highlights No. 2 jako ona sama

## Wyróżnienia
Posiada swoją gwiazdę na Hollywoodzkiej Alei Gwiazd przy 1500 Vine Street.